# Haarbrück
Haarbrück ist eine südwestliche Ortschaft der Stadt Beverungen im Kreis Höxter, Nordrhein-Westfalen. Haarbrück hat etwa 470 Einwohner und ist die höchstgelegene Ortschaft im Kreisgebiet Höxter.

## Geographische Lage
Haarbrück liegt ca. 8 km südwestlich der Beverunger Kernstadt im östlichen Teil Ostwestfalens. Mit bis zu 365 m ü. NN ist es der höchstgelegene Ort des Kreises Höxter. In unmittelbarer Nachbarschaft befinden sich die Orte Dalhausen, Jakobsberg und Langenthal.
Etwa 500 m in südlicher Richtung beginnt das Bundesland Hessen – Langenthal gehört bereits zum Landkreis Kassel. Das Dreiländereck Hessen – Niedersachsen – Nordrhein-Westfalen bei Bad Karlshafen bzw. den Hannoverschen Klippen ist in ostnordöstlicher Richtung etwa 6 km entfernt.

## Geschichte

### Name

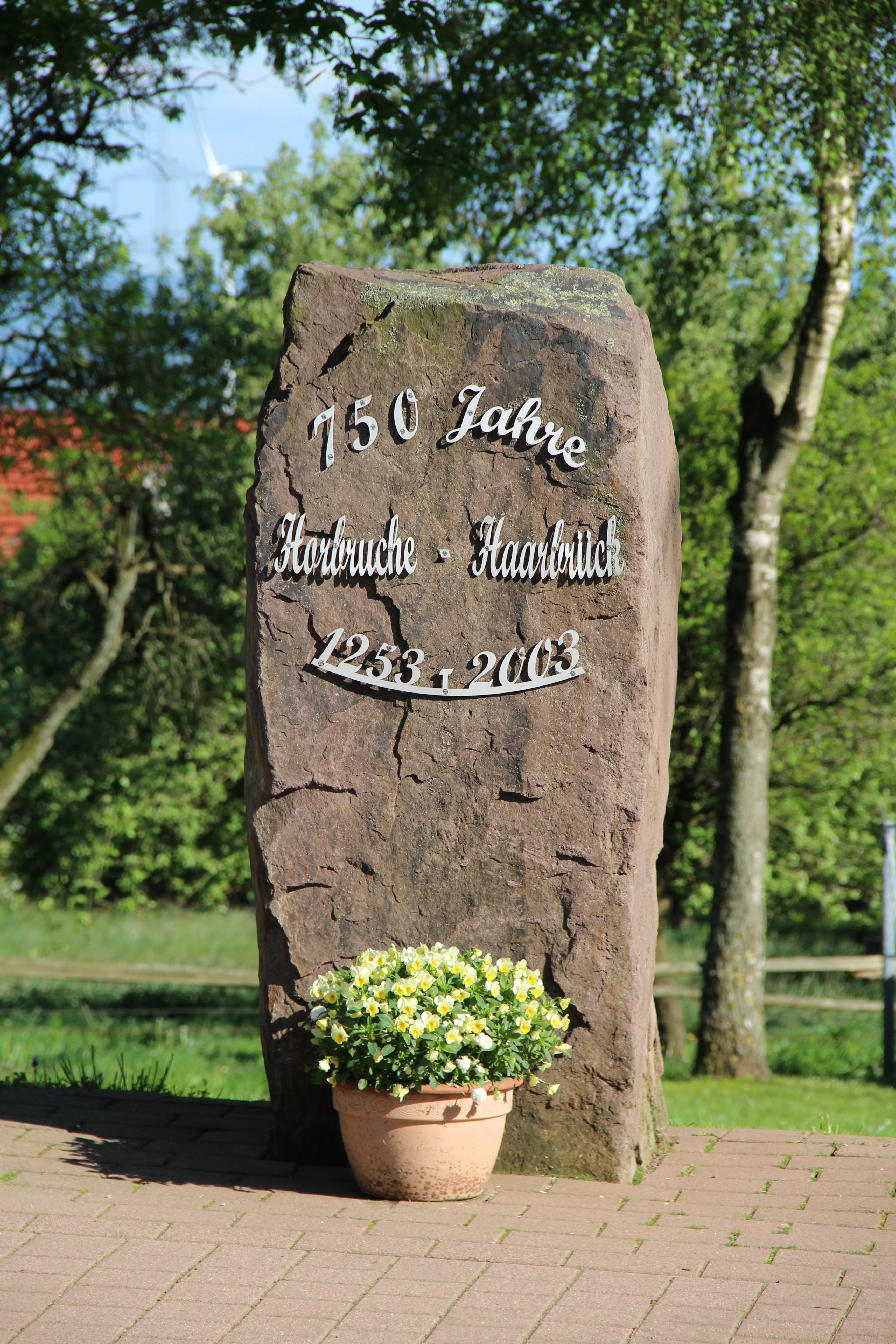
Gedenkstein zur 750-Jahr-Feier

1253 als Horbruche erstmals erwähnt, kann der Name von der Lage her eine zweifache Ableitung haben. Die Verbindung hor = har (hoch gelegen) im Zusammenhang mit der Sumpflandschaft zwischen der Wüstung Klus Eddessen und der heute noch so bezeichneten Feldflur Im Bruch ergibt die Bedeutung über den hohen Bruch. Die zweite Bedeutung entspricht der Höhenlage am Eiserweg von der Börde aus zur Weser über die hohe Brücke. Über die Schreibweisen Horbruche (1253), Horbruge (1325), Horbrugghe (1367) und Harbrugge (1574) entwickelte sich schließlich der heutige Name Haarbrück.

### Ortsgeschichte
Die beiden ältesten Urkunden datieren vom 10. März 1253 und vom 3. März 1325, als Paderborner Bischöfe ihren Einfluss im Hersteller Raum festigten. Nach mehreren Lehns- und Verpfändungsvorgängen gelangte die Lehnshoheit mit der niederen Gerichtsbarkeit an die Besitzer des Gutes Kemperfeld/Herstelle. Diese erhielten den Zehnten und andere Dienste und Abgaben. Nach Ablösung aller Rechte wurden die Einwohner ab 1836 unabhängige Eigentümer.
Haarbrück gehörte bis zu den Napoleonischen Kriegen zum Amt Beverungen im Hochstift Paderborn. Im Königreich Westphalen bildete Langeland von 1807 bis 1813 eine Gemeinde im Kanton Beverungen des Distrikts Höxter im Departement der Fulda und fiel dann an Preußen. 1816 kam die Gemeinde zum neuen Kreis Höxter, in dem sie zum Amt Beverungen gehörte. Durch das Gesetz zur Neugliederung des Kreises Höxter schloss sich Haarbrück zum 1. Januar 1970 mit der Stadt Beverungen und den zehn Gemeinden Amelunxen, Blankenau, Dalhausen, Drenke, Herstelle, Jakobsberg, Rothe, Tietelsen, Wehrden und Würgassen zur neuen Stadt Beverungen zusammen.

### Kirche

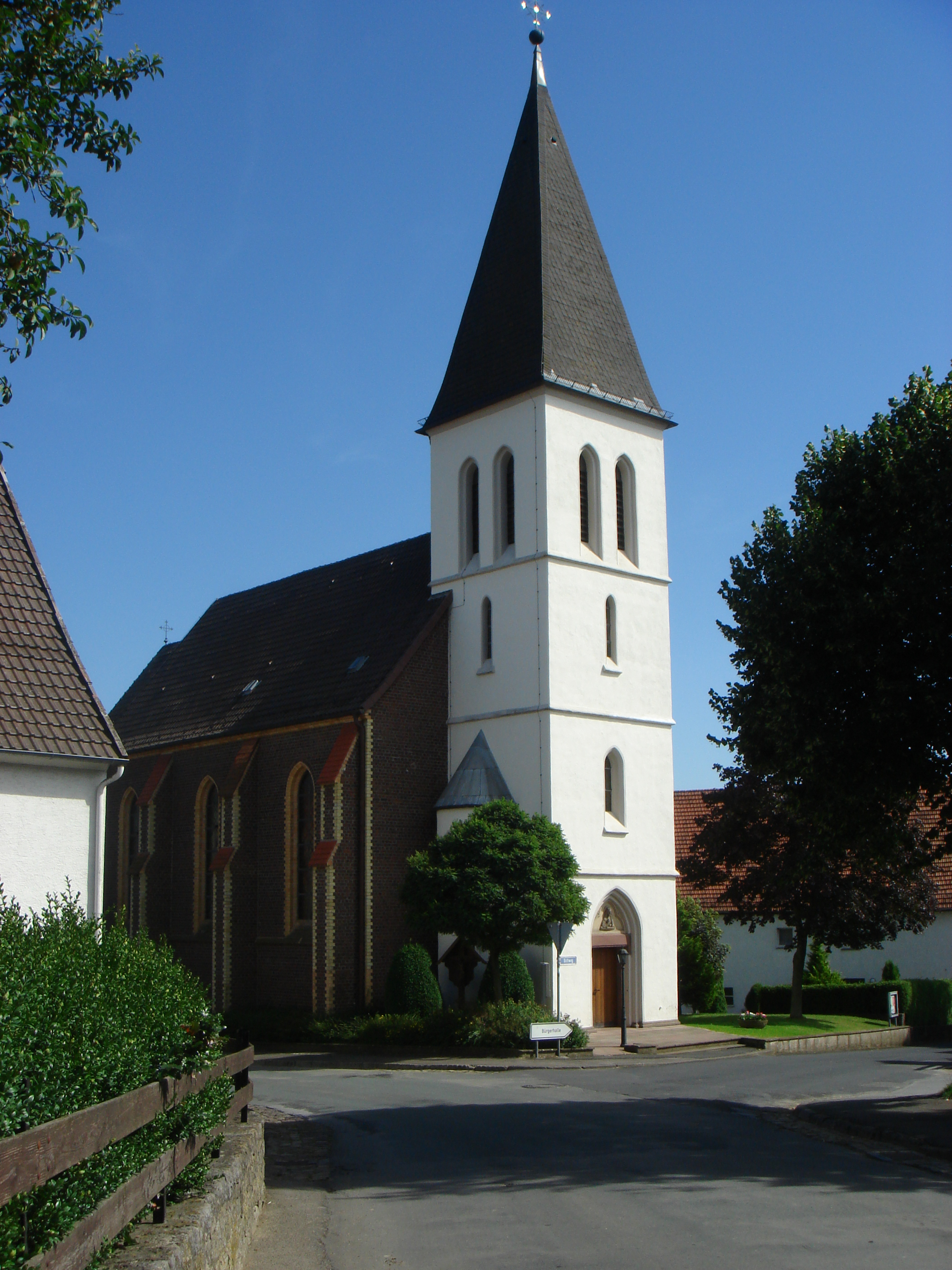
Pfarrkirche Haarbrück

Anstelle einer 1608 erbauten Kapelle wurde 1883 die heutige Pfarrkirche St. Bartholomäus nach Plänen des Paderborner Diözesanbaumeisters Arnold Güldenpfennig errichtet. 1886 wurde sie geweiht. Die Pfarrei verwalteten von 1659 bis 1811 Patres aus dem Hersteller Minoritenkloster, ab 1811 die Pfarrer vom Nachbarort Jakobsberg. Einen eigenen Geistlichen bekam Haarbrück im Jahre 1860, und die Pfarrei wurde 1864 wiederhergestellt.

### Schule
Schulunterricht erteilten Handwerkerlehrer seit etwa 1660, zugleich waren sie auch Küster der Kapelle. Eine Gemeindeschule entstand 1824 am Kleppelberge, diese wurde 1894 durch einen Neubau auf dem Kampe ersetzt. Im Jahre 1969 wurde die Schule in Haarbrück aufgelöst. Seitdem gehen die Grundschüler zum Nachbarort Dalhausen, die anderen zu den weiterführenden Schulen in Beverungen. Das alte Schulgebäude wurde 1973 abgebrochen, und es wurde von der Stadt Beverungen auf diesem Grundstück im gleichen Jahr eine Bürgerhalle mit angebautem Feuerwehrhaus errichtet.

### Zweiter Weltkrieg
Der Einmarsch amerikanischer Streitkräfte erfolgte am 6. April 1945 nach mehrstündigem Beschuss des Dorfes. Dabei fielen acht deutsche Soldaten und ein Schüler kam ums Leben; neun Gebäude wurden zerstört und 19 weitere stark beschädigt.

### Ortsentwicklung

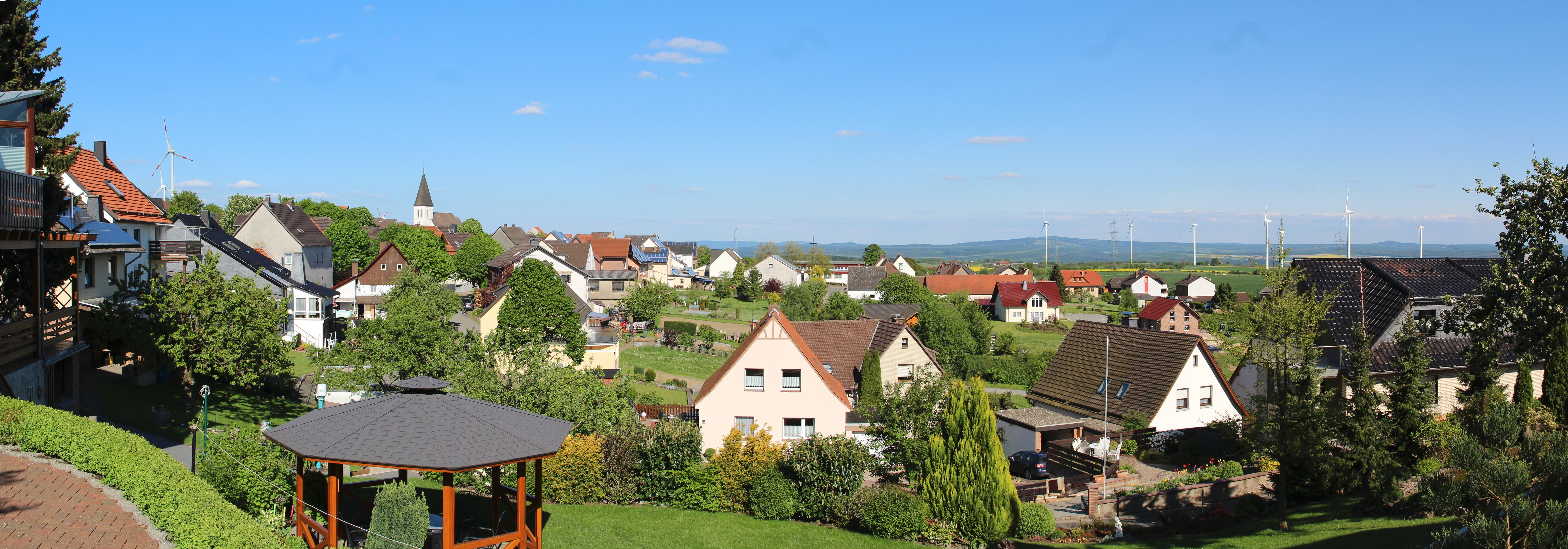
Teil der Dorfmitte

Um 1900 zählte der Ort 99 Häuser, 1945 waren es 103, im Jahr 2007 173 Häuser. Mit der zentralen Wasserversorgung 1912 und dem Stromanschluss 1922 begann die Strukturverbesserung, die sich 1959 fortsetzte, als Haarbrück unter den ersten Orten im Kreis eine Vollkanalisierung erhielt. Anschließend wurden die Straßen asphaltiert und die Bürgersteige angelegt.
Der bis vor Jahrzehnten prägende Einfluss der Landwirtschaft geht im Ortsbild zurück. Noch gibt es sieben Haupterwerbsbetriebe und sieben Nebenerwerbsbetriebe.
Die meisten Beschäftigten verdienen ihren Lebensunterhalt außerhalb von Haarbrück, viele davon nach alter Tradition im Baugewerbe. Im Ort gibt es eine Bäckerei, eine Gaststätte,einen Schlauchbootreparaturbetrieb, eine Schreinerei und ein Sägewerk.

## Gemeinschaftsleben
Seit dem Bau der Bürgerhalle erfuhr das Gemeinschaftsleben durch die Vereine einen neuen Aufschwung. Auch ein 1975 angelegter Sportplatz und ein dort 1985 errichtetes Sportheim machen sich positiv bemerkbar. Ebenfalls kann das im Jahr 1999 zum Pfarrheim umgebaute ehemalige Pfarrhaus von Vereinen genutzt werden. Am 5. Mai 1999 wurde die Vereinsgemeinschaft Haarbrück e. V. gegründet, diese besteht aus:
- St. Bartholomäus-Schützenbruderschaft (wiedergegründet 1824)
- Freiwillige Feuerwehr Haarbrück (gegründet 1912)
- Kyffhäuser-Kameradschaft (gegründet 1922)
- Katholische Frauengemeinschaft (gegründet 1922)
- Kolpingsfamilie Haarbrück (gegründet 1948)
- Katholische Landjugendbewegung (gegründet 1955)
- Sportverein SV Eintracht Haarbrück-Jakobsberg von 1966 e. V. (gegründet 1966)
- Reiterverein St. Bartholomäus (gegründet 1980)
- Blaskapelle Haarbrück (gegründet 1981)

## Persönlichkeiten
- Friedrich Wilhelm Vattmann (* 1847 in Haarbrück; † 1902 in Paderborn): von 1877 bis 1900 erster Bürgermeister von Gelsenkirchen, außerdem ihr Ehrenbürger
- Daniel Hartmann (* 1977 in Beverungen, aufgewachsen in Haarbrück): seit 2020 Bürgermeister der Kreisstadt Höxter.